# 알리아나
알리아나(이탈리아어: Agliana)는 이탈리아 토스카나주 피스토이아도에 있는 코무네다. 피렌체에서 북서쪽으로 25km, 피스토이아에서 남동쪽으로 7km 거리에 있다.